# Verbascum austroanatolicum
Verbascum austroanatolicum är en flenörtsväxtart som beskrevs av Hub.-mor.. Verbascum austroanatolicum ingår i släktet kungsljus, och familjen flenörtsväxter. Inga underarter finns listade i Catalogue of Life.